# Evasión (película)
Evasión  es una película en blanco y negro de Argentina dirigida por Ignacio Domínguez Riera sobre su propio guion que se estrenó el 13 de noviembre de 1947 y que tuvo como protagonistas a Esteban Serrador, Delfy de Ortega y Margarita Corona.

## Sinopsis
Quedan atrapados en una mina dos matrimonios y un fugitivo.

## Reparto
- Esteban Serrador	... 	Alfonso Alvarado
- Delfy de Ortega	... 	Irma
- Margarita Corona	... 	Julia
- Gustavo Cavero	... 	Bermúdez
- Fernando Lamas	... 	Bruno
- Luis Pérez Aguirre …Médico

## Comentarios
Manrupe y Portela consideran al filme “un drama de encierro, con mucho decorado y un final ridículo para la historia, con la particularidad de ver a Fernando Lamas antes de sus trabajos importantes en La historia del tango  y Vidalita.”
Por su parte El Heraldo del Cinematografista opinó:

”Domínguez Riera filma con equilibrio y evidente sentido del cine, no puede evitar que se le escape de las manos un asunto que él mismo ha trabajado deficientemente como argumentista…falta vigor a la acción y alguna que otra toma de pretensiones, fuera de lugar.”